# 格林鎮區 (印第安納州帕克縣)
格林鎮區（英語：Greene Township）是位於美國印地安納州帕克縣的一個行政鎮區。

## 地方資料
根據2010年美國人口普查的數據，格林鎮區的面積為92.30平方千米，當中陸地面積為92.10平方千米，而水域面積為0.20平方千米。當地共有人口423人，而人口密度為每平方千米4.58人。